# Polveroso
Polveroso es una comuna y población de Francia, en la región de Córcega, departamento de Alta Córcega.
Su población en el censo de 1999 era de 22 habitantes.

## Demografía
| 52 | 61 | 38 | 35 | 21 | 22 |
| Para los censos de 1962 a 1999 la población legal corresponde a la población sin duplicidades (Fuente: INSEE [Consultar]) |    |    |    |    |    |

- Datos: Q1240284
- Multimedia: Polveroso / Q1240284

1. ↑  Worldpostalcodes.org, código postal n.º 20229.
2. ↑  INSEE, Datos de población para el año 2012 de Polveroso (en francés).